# C'est toi, c'est tout
C'est toi, c'est tout est un téléfilm franco-belge réalisé par Jacques Santamaria, diffusé le 1er janvier 2011 sur La Une.

## Synopsis
"C'est toi, c'est tout" raconte l'histoire d'une jeune femme qui s'est enfermée dans la pire des solitudes, celle du cœur, et à qui le destin, cruel et facétieux, offre la dernière chance de s'en sortir. Ultime occasion, en effet, puisque Pauline va quitter cette période de la vie où tout est encore possible. Après, à bien des points de vue, il sera trop tard.
Soit Pauline subit et devient victime, soit sa personnalité explosive la pousse à agir pour que l'homme de sa vie soit enfin à elle. Elle décide donc de monter un stratagème qui, selon elle, lui permettra de se venger de Mathieu, l'homme qui l'a laissée tomber quelques années auparavant. Mais le stratagème va la dépasser, et cette revanche qu'elle avait imaginée se transformera en un tourbillon de quiproquos et de situations inattendues jusqu'au coup de théâtre final, démontrant, une fois encore, que tel est pris qui croyait prendre.

## Fiche technique
- Réalisateur : Jacques Santamaria
- Scénario : Jacques Santamaria
- Date de diffusion : 1er janvier 2011 sur La Une
- Durée : 100 minutes.

## Distribution
- Danielle Darrieux : Camille
- Clémence Boué : Pauline
- Mathieu Simonet : Mathieu
- Guillaume Carcaud : Gabriel
- Audrey Beaulieu : Marie
- Jean Dell : Antoine
- Peggy Leray : Valentine
- Eric Laugerias : Vincent
- Christian Bujeau : Robillard
- Hortense Gelinet : Livia